# Nezabudyne (wieś)
Nezabudyne (ukr. Незабудине) – wieś na Ukrainie, w obwodzie dniepropetrowskim, w rejonie dnieprzańskim, w hromadzie Swiatowasyliwka. W 2001 liczyła 480 mieszkańców, spośród których 455 wskazało jako ojczysty język ukraiński, 14 rosyjski, 7 mołdawski, 2 węgierski, a 2 ormiański.